# Massangui
Massangui ou Massangui I est un village de la Région du Littoral du Cameroun, situé dans la commune de Ngambe. 

## Population et développement
En 1967, la population de Massangui était de 76 habitants, essentiellement des Babimbi du peuple Bassa. La population de Massangui était de 40 habitants dont 21 hommes et 19 femmes, lors du recensement de 2005.  